# Volejbalový klub Dukla Liberec (maschile)
Il Volejbalový Klub Dukla Liberec è una società pallavolistica maschile ceca con sede a Liberec: milita nel campionato di Extraliga.

## Palmarès
- Campionato cecoslovacco: 14
- 1949-50, 1950-51, 1951-52, 1952-53, 1953-54, 1954-55, 1959-60, 1960-61, 1962-63, 1972-73,
1974-75, 1975-76, 1979-80, 1982-83

- Campionato ceco: 4

2000-01, 2002-03, 2014-15, 2015-16
- Coppa di Cecoslovacchia: 2

1974-75, 1991-92
- Coppa della Repubblica Ceca: 10

1994-95, 2000-01, 2006-07, 2007-08, 2008-09, 2012-13, 2013-14, 2015-16, 2017-18, 2020-21
- Coppa dei Campioni: 1

1975-76